# NBA Coach of the Year
Le NBA Coach of the Year Award, aussi appelé Red Auerbach Award, en hommage à l'entraîneur de la dynastie des Celtics de Boston qui a remporté neuf titres en dix saisons, récompense le meilleur entraîneur de la saison en NBA depuis la saison 1962-1963. Le lauréat est sélectionné à la fin de la saison régulière par un jury de journalistes sportifs des États-Unis et du Canada, qui votent chacun pour la première, la deuxième et la troisième place. Chaque vote pour la première place vaut cinq points; chaque vote pour la deuxième place vaut trois points; et chaque vote pour la troisième place vaut un point. La personne ayant obtenu le total de points le plus élevé, peu importe le nombre de votes pour la première place, remporte la distinction.
En général, n’est pas récompensé l’entraîneur qui a obtenu le meilleur bilan en saison régulière, mais celui qui a obtenu les meilleurs résultats par rapport aux ressources qu’il avait à disposition. Pat Riley, Don Nelson et Gregg Popovich ont gagné ce trophée à trois reprises chacun, tandis que Hubie Brown, Mike Budenholzer, Mike D'Antoni, Bill Fitch, Cotton Fitzsimmons, Gene Shue et Tom Thibodeau l’ont chacun remporté deux fois. Aucun entraîneur n’a remporté ce titre deux saisons consécutivement. Riley a été lauréat avec trois équipes différentes (Lakers de Los Angeles, Knicks de New York, Heat de Miami). Tom Heinsohn, Bill Sharman et Lenny Wilkens sont les seuls vainqueurs à avoir été intronisés au Naismith Memorial Basketball Hall of Fame en tant que joueur et entraîneur.  
Johnny Kerr est le seul entraîneur à avoir remporté le titre avec bilan de saison régulière sous les 50,0% de victoires (33-48 avec les Bulls de Chicago en 1966-1967). Kerr a été honoré parce qu’il a mené les Bulls aux playoffs NBA dans leur première saison dans la ligue. Doc Rivers est la seule personne à remporter le titre, sans avoir participé aux playoffs NBA (41-41 avec le Magic d'Orlando en 1999-2000). Seuls 5 lauréats ont également entraîné l’équipe qui a remporté le titre NBA la même saison : Red Auerbach, Red Holzman, Bill Sharman, Phil Jackson et Gregg Popovich. Nick Nurse, l’entraîneur des Raptors de Toronto et vainqueur des Finales NBA 2019, est le seul entraîneur à recevoir cette distinction en NBA et dans la NBA Gatorade League, reçu en 2011.
Depuis sa création, le prix a été remis à 48 entraîneurs différents. Le plus récent lauréat est l’entraîneur du Thunder d'Oklahoma City, Mark Daigneault.

## Palmarès

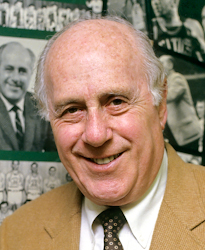
Red Auerbach.

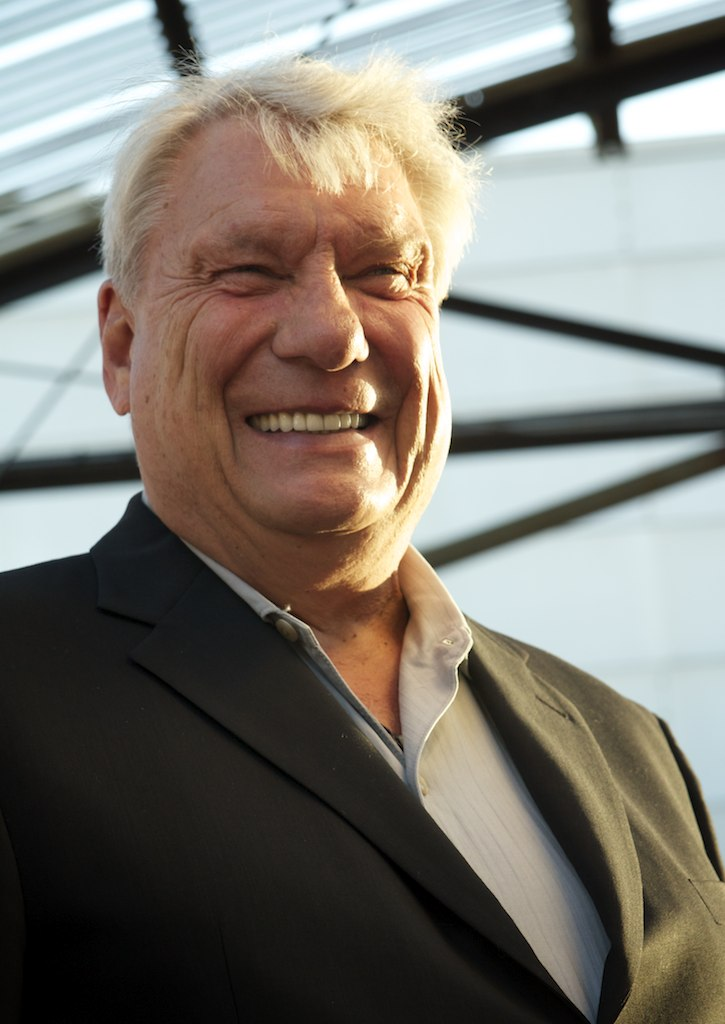
Don Nelson.

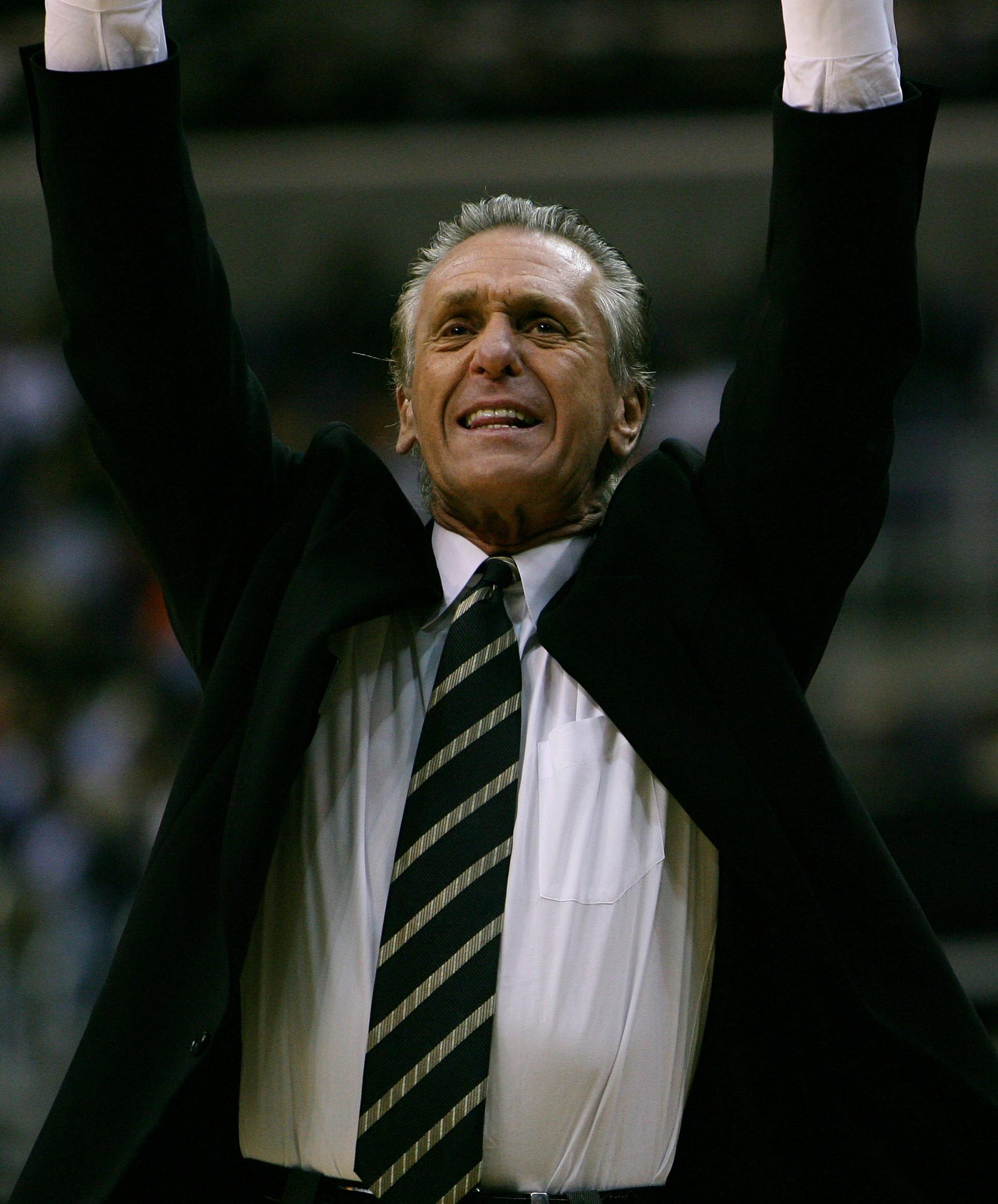
Pat Riley.

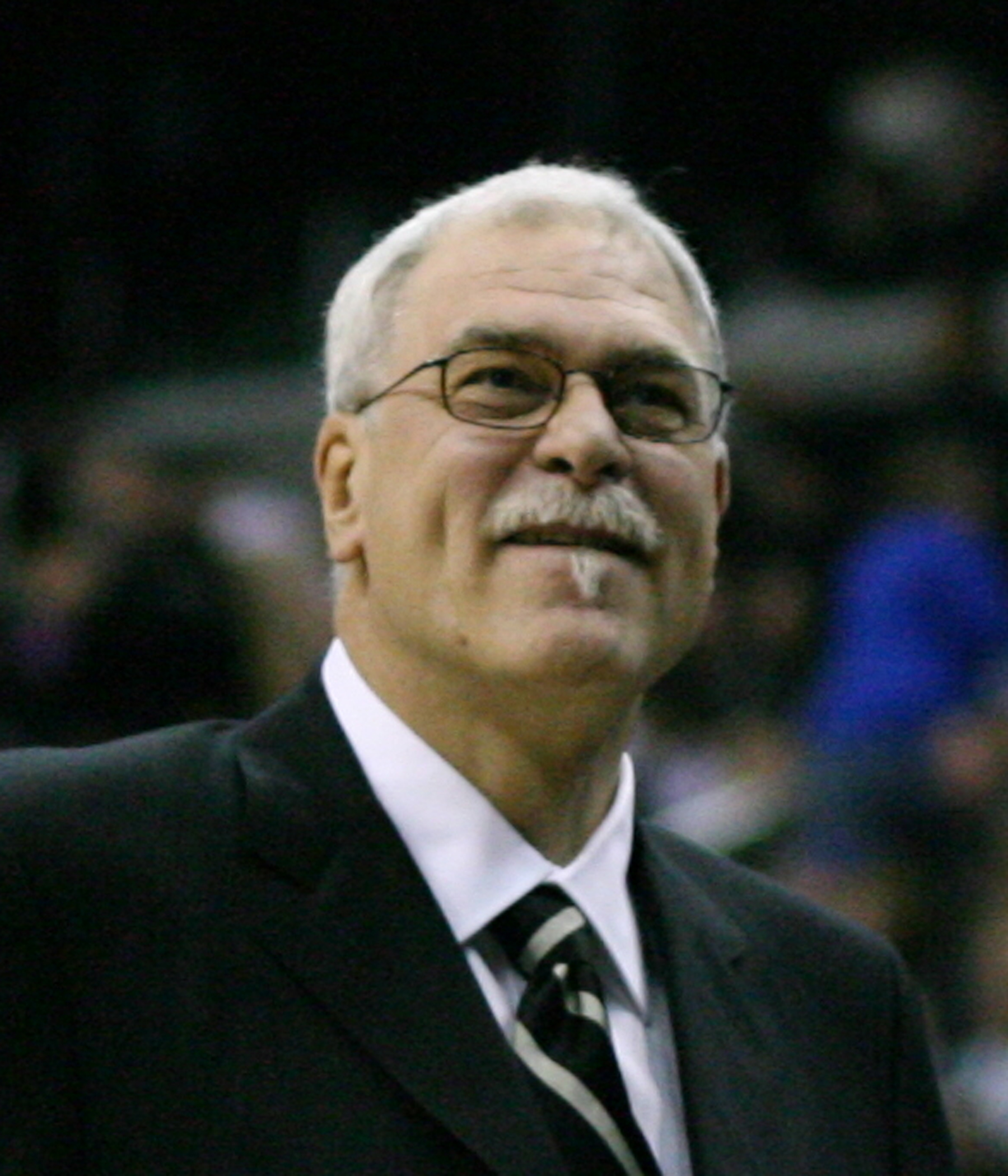
Phil Jackson.

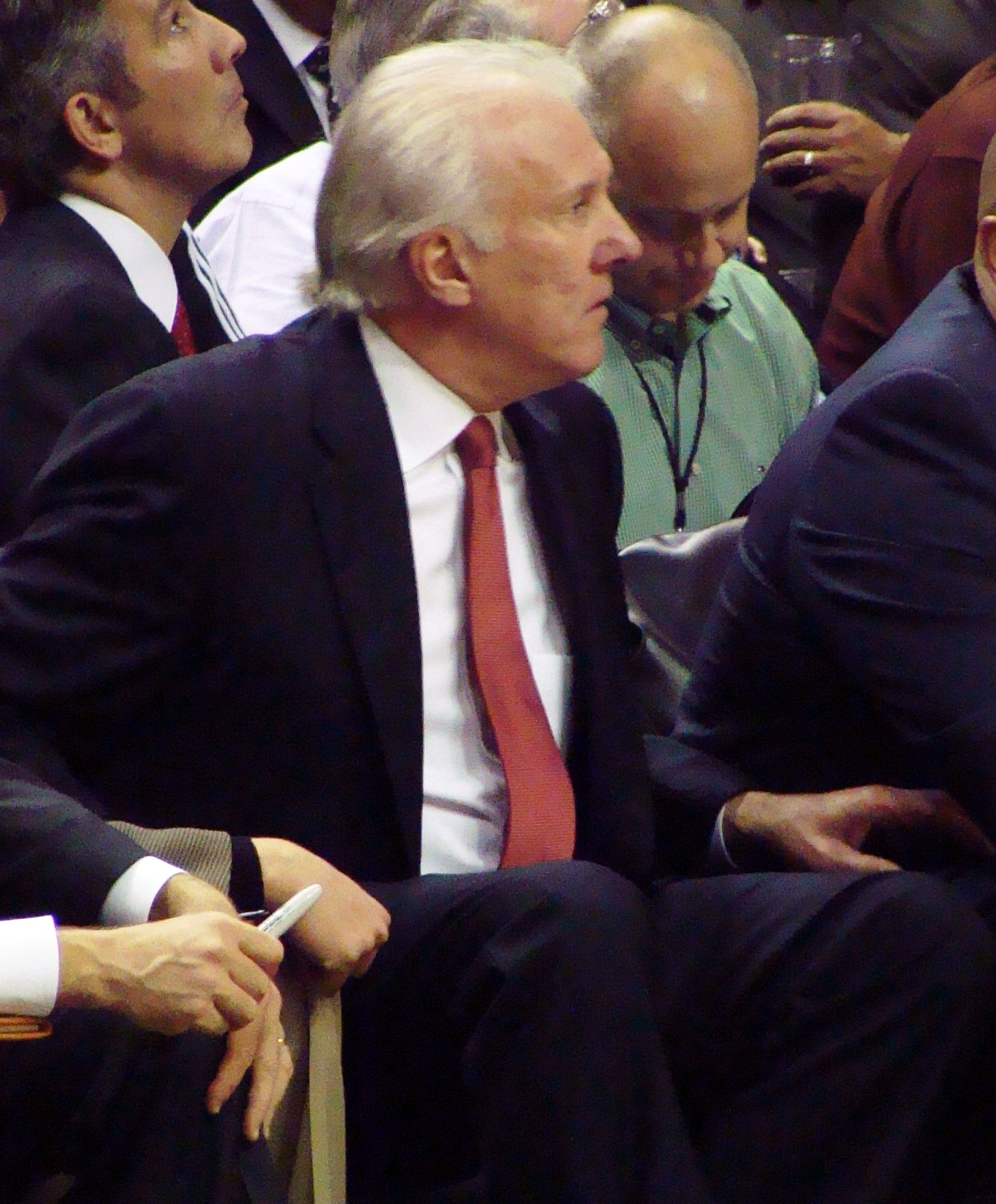
Gregg Popovich.

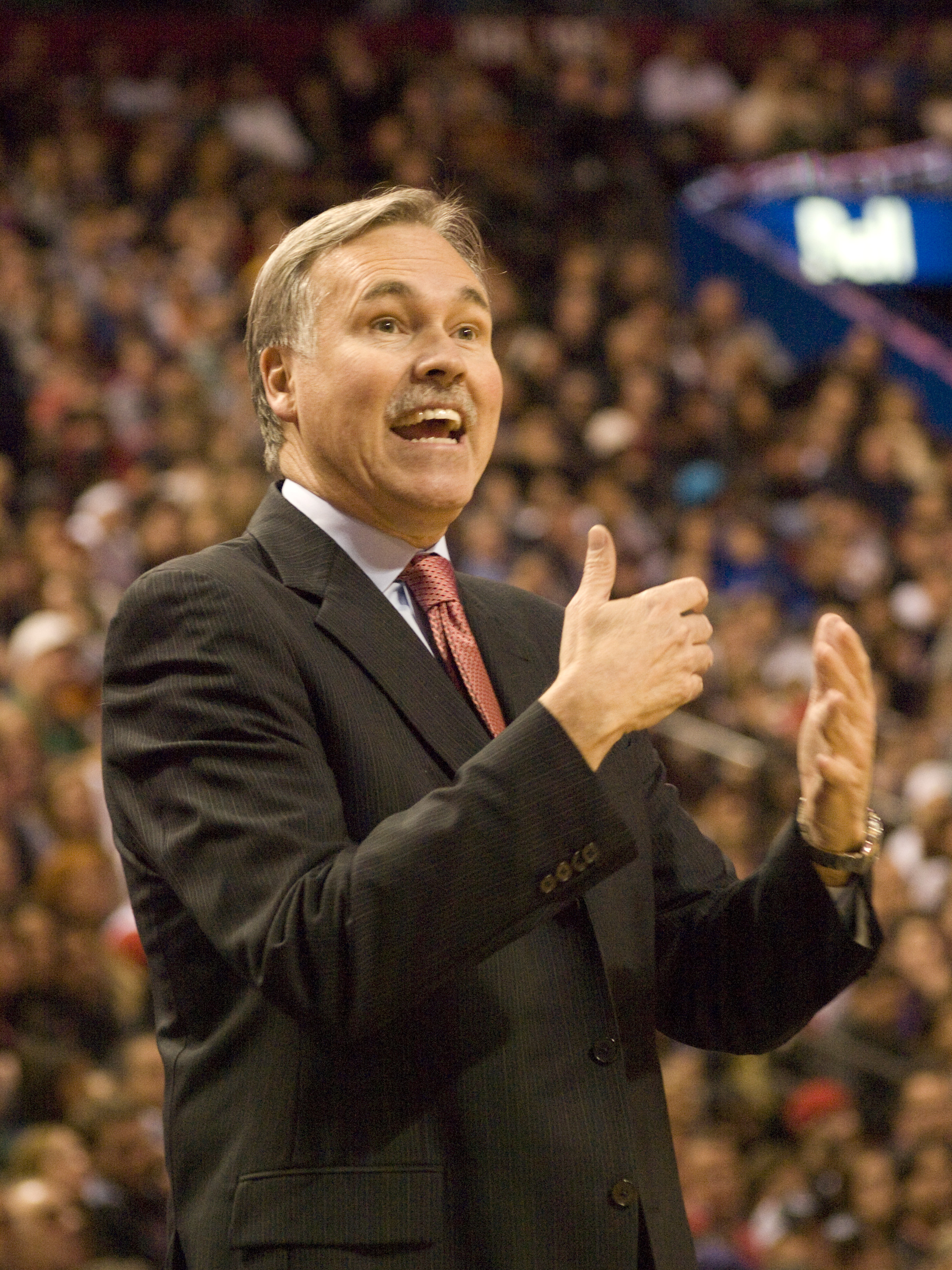
Mike D'Antoni.

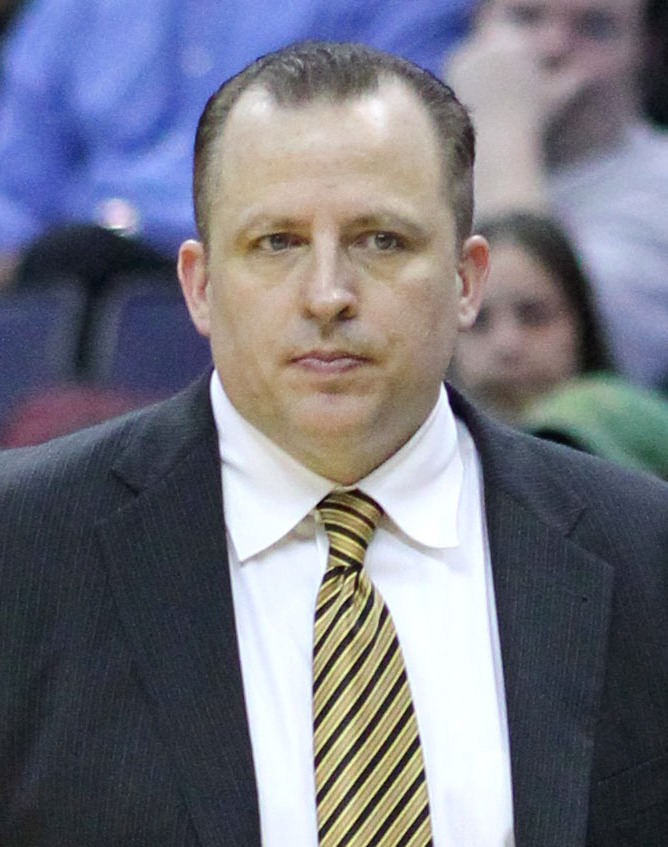
Tom Thibodeau.

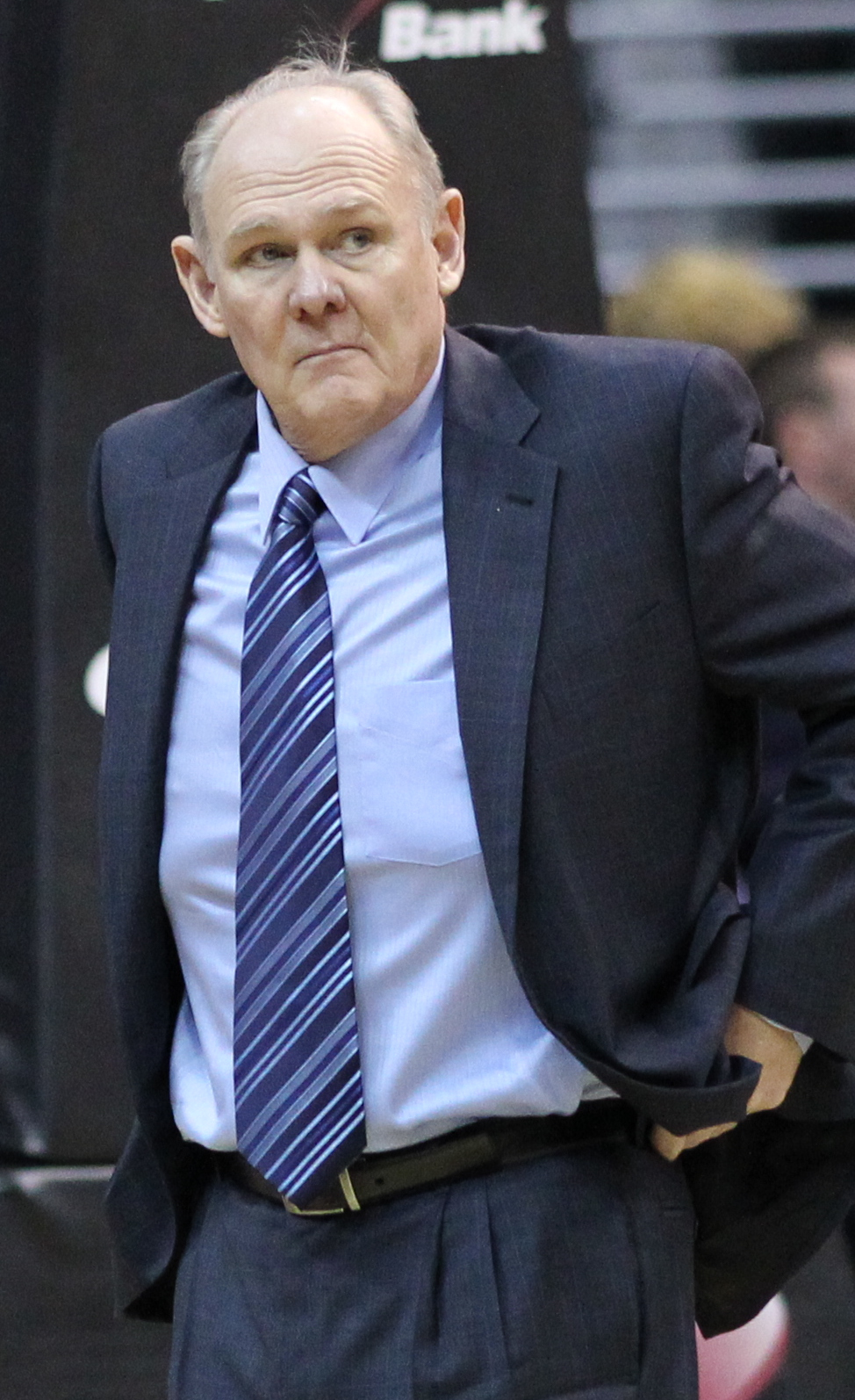
George Karl.

|                | Entraîneur toujours en activité en NBA                     |
|                | Introduit au Basketball Hall of Fame en tant qu'entraîneur |
| GRAS           | Titre de champion NBA remporté sur la saison               |
| Entraîneur (X) | Nombre de fois où l'entraîneur remporte la distinction     |

| Saison    | Entraîneur             | Nationalité | Équipe                         | Bilan | Pourcentage |
| --------- | ---------------------- | ----------- | ------------------------------ | ----- | ----------- |
| 1962-1963 | Harry Gallatin         | Américaine  | Hawks de Saint-Louis           | 48-32 | 60,0%       |
| 1963-1964 | Alex Hannum            | Américaine  | Warriors de San Francisco      | 48-32 | 60,0%       |
| 1964-1965 | Red Auerbach           | Américaine  | Celtics de Boston              | 62-18 | 75,5%       |
| 1965-1966 | Dolph Schayes          | Américaine  | 76ers de Philadelphie          | 55-25 | 68,8%       |
| 1966-1967 | Johnny Kerr            | Américaine  | Bulls de Chicago               | 33-48 | 40,7%       |
| 1967-1968 | Richie Guerin          | Américaine  | Hawks de Saint-Louis           | 56-26 | 68,3%       |
| 1968-1969 | Gene Shue              | Américaine  | Bullets de Baltimore           | 57-25 | 69,5%       |
| 1969-1970 | Red Holzman            | Américaine  | Knicks de New York             | 60-22 | 73,2%       |
| 1970-1971 | Dick Motta             | Américaine  | Bulls de Chicago               | 51-31 | 62,2%       |
| 1971-1972 | Bill Sharman           | Américaine  | Lakers de Los Angeles          | 69-13 | 84,1%       |
| 1972-1973 | Tom Heinsohn           | Américaine  | Celtics de Boston              | 68-14 | 82,9%       |
| 1973-1974 | Ray Scott              | Américaine  | Pistons de Détroit             | 52-30 | 63,4%       |
| 1974-1975 | Phil Johnson           | Américaine  | Kings de Kansas City-Omaha     | 44-38 | 53,7%       |
| 1975-1976 | Bill Fitch             | Américaine  | Cavaliers de Cleveland         | 49-33 | 59,8%       |
| 1976-1977 | Tom Nissalke           | Américaine  | Rockets de Houston             | 49-33 | 59,8%       |
| 1977-1978 | Hubie Brown            | Américaine  | Hawks d'Atlanta                | 41-41 | 50,0%       |
| 1978-1979 | Cotton Fitzsimmons     | Américaine  | Kings de Kansas City           | 48-34 | 58,5%       |
| 1979-1980 | Bill Fitch (2)         | Américaine  | Celtics de Boston              | 61-21 | 74,4%       |
| 1980-1981 | Jack McKinney          | Américaine  | Pacers de l'Indiana            | 44-38 | 53,7%       |
| 1981-1982 | Gene Shue (2)          | Américaine  | Bullets de Washington          | 43-39 | 52,4%       |
| 1982-1983 | Don Nelson             | Américaine  | Bucks de Milwaukee             | 51-31 | 62,2%       |
| 1983-1984 | Frank Layden           | Américaine  | Jazz de l'Utah                 | 45-37 | 54,9%       |
| 1984-1985 | Don Nelson (2)         | Américaine  | Bucks de Milwaukee             | 59-23 | 72,0%       |
| 1985-1986 | Mike Fratello          | Américaine  | Hawks d'Atlanta                | 50-32 | 61,0%       |
| 1986-1987 | Mike Schuler           | Américaine  | Trail Blazers de Portland      | 49-33 | 59,8%       |
| 1987-1988 | Doug Moe               | Américaine  | Nuggets de Denver              | 54-28 | 65,9%       |
| 1988-1989 | Cotton Fitzsimmons (2) | Américaine  | Suns de Phoenix                | 55-27 | 67,1%       |
| 1989-1990 | Pat Riley              | Américaine  | Lakers de Los Angeles          | 63-19 | 76,8%       |
| 1990-1991 | Don Chaney             | Américaine  | Rockets de Houston             | 52-30 | 63,4%       |
| 1991-1992 | Don Nelson (3)         | Américaine  | Warriors de Golden State       | 55-27 | 67,1%       |
| 1992-1993 | Pat Riley (2)          | Américaine  | Knicks de New York             | 60-22 | 73,2%       |
| 1993-1994 | Lenny Wilkens          | Américaine  | Hawks d'Atlanta                | 57-25 | 69,5%       |
| 1994-1995 | Del Harris             | Américaine  | Lakers de Los Angeles          | 48-34 | 58,5%       |
| 1995-1996 | Phil Jackson           | Américaine  | Bulls de Chicago               | 72-10 | 87,8%       |
| 1996-1997 | Pat Riley (3)          | Américaine  | Heat de Miami                  | 61-21 | 74,4%       |
| 1997-1998 | Larry Bird             | Américaine  | Pacers de l'Indiana            | 58-24 | 70,7%       |
| 1998-1999 | Mike Dunleavy Sr.      | Américaine  | Trail Blazers de Portland      | 35-15 | 70,0%       |
| 1999-2000 | Doc Rivers             | Américaine  | Magic d'Orlando                | 41-41 | 50,0%       |
| 2000-2001 | Larry Brown            | Américaine  | 76ers de Philadelphie          | 56-26 | 68,3%       |
| 2001-2002 | Rick Carlisle          | Américaine  | Pistons de Détroit             | 50-32 | 61,0%       |
| 2002-2003 | Gregg Popovich         | Américaine  | Spurs de San Antonio           | 60-22 | 73,2%       |
| 2003-2004 | Hubie Brown (2)        | Américaine  | Grizzlies de Memphis           | 50-32 | 61,0%       |
| 2004-2005 | Mike D'Antoni          | Américaine  | Suns de Phoenix                | 62-20 | 75,6%       |
| 2005-2006 | Avery Johnson          | Américaine  | Mavericks de Dallas            | 60-22 | 73,2%       |
| 2006-2007 | Sam Mitchell           | Américaine  | Raptors de Toronto             | 47-35 | 57,3%       |
| 2007-2008 | Byron Scott            | Américaine  | Hornets de La Nouvelle-Orléans | 56-26 | 68,3%       |
| 2008-2009 | Mike Brown             | Américaine  | Cavaliers de Cleveland         | 66-16 | 80,5%       |
| 2009-2010 | Scott Brooks           | Américaine  | Thunder d'Oklahoma City        | 50-32 | 61,0%       |
| 2010-2011 | Tom Thibodeau          | Américaine  | Bulls de Chicago               | 62-20 | 75,6%       |
| 2011-2012 | Gregg Popovich (2)     | Américaine  | Spurs de San Antonio           | 50-16 | 75,8%       |
| 2012-2013 | George Karl            | Américaine  | Nuggets de Denver              | 57-25 | 69,5%       |
| 2013-2014 | Gregg Popovich (3)     | Américaine  | Spurs de San Antonio           | 62-20 | 75,6%       |
| 2014-2015 | Mike Budenholzer       | Américaine  | Hawks d'Atlanta                | 60-22 | 73,2%       |
| 2015-2016 | Steve Kerr             | Américaine  | Warriors de Golden State       | 73-9  | 89,0%       |
| 2016-2017 | Mike D'Antoni (2)      | Américaine  | Rockets de Houston             | 55-27 | 67,1%       |
| 2017-2018 | Dwane Casey            | Américaine  | Raptors de Toronto             | 59-23 | 72,0%       |
| 2018-2019 | Mike Budenholzer (2)   | Américaine  | Bucks de Milwaukee             | 60-22 | 73,2%       |
| 2019-2020 | Nick Nurse             | Américaine  | Raptors de Toronto             | 53-19 | 73,6%       |
| 2020-2021 | Tom Thibodeau (2)      | Américaine  | Knicks de New York             | 41-31 | 56,9%       |
| 2021-2022 | Monty Williams         | Américaine  | Suns de Phoenix                | 64-18 | 78,0%       |
| 2022-2023 | Mike Brown (2)         | Américaine  | Kings de Sacramento            | 48-34 | 58,5%       |
| 2023-2024 | Mark Daigneault        | Américaine  | Thunder d'Oklahoma City        | 57-25 | 69,5%       |
| 2024-2025 | Kenny Atkinson         | Américaine  | Cavaliers de Cleveland         | 64-18 | 78,0%       |

## Entraîneurs ayant gagné le plus de distinctions
| Rang | Coach              | Equipe                                                                 | Nombre | Année            |
| ---- | ------------------ | ---------------------------------------------------------------------- | ------ | ---------------- |
| 1    | Don Nelson         | Bucks de Milwaukee (2) / Warriors de Golden State (1)                  | 3      | 1983, 1985, 1992 |
| 1    | Gregg Popovich     | Spurs de San Antonio                                                   | 3      | 2003, 2012, 2014 |
| 1    | Pat Riley          | Lakers de Los Angeles (1) / Knicks de New York (1) / Heat de Miami (1) | 3      | 1990, 1993, 1997 |
| 4    | Hubie Brown        | Hawks d'Atlanta (1) / Grizzlies de Memphis (1)                         | 2      | 1978, 2004       |
| 4    | Mike Brown         | Cavaliers de Cleveland (1) / Kings de Sacramento (1)                   | 2      | 2009, 2023       |
| 4    | Mike Budenholzer   | Hawks d'Atlanta (1) / Bucks de Milwaukee (1)                           | 2      | 2015, 2019       |
| 4    | Mike D'Antoni      | Suns de Phoenix (1) / Rockets de Houston (1)                           | 2      | 2005, 2017       |
| 4    | Bill Fitch         | Cavaliers de Cleveland (1) / Celtics de Boston (1)                     | 2      | 1976, 1980       |
| 4    | Cotton Fitzsimmons | Kings de Kansas City (1) / Suns de Phoenix (1)                         | 2      | 1979, 1989       |
| 4    | Gene Shue          | Bullets de Baltimore (1) / Bullets de Washington (1)                   | 2      | 1969, 1982       |
| 4    | Tom Thibodeau      | Bulls de Chicago (1) / Knicks de New York (1)                          | 2      | 2011, 2021       |